# Изибор, Лаки
Энтони Джозеф «Лаки» Изибор (англ. Anthony Joseph «Lucky» Isibor; 1 января 1977, Бенин-Сити — 24 июня 2013, Мафолуку) — нигерийский футболист, нападающий.

## Карьера
Лаки Изибор родился в Бенин-Сити, но в юном возрасте переехал в Лагос. Там Изибор и начал карьеру, выступая за клубы Нигерии, а затем и Конго. В 1995 году Изибор переехал в Европу, где стал играть за швейцарскую «Беллинцону». Затем Изибор играл за словенский «Копер» и кипрский «Эносис». В 1998 году перешёл в «Реджану», но провёл за полгода в клубе лишь 4 игры.
После этого Изибор был отдан в двухгодичную аренду в клуб «Динамо» Москва. Уже на первой тренировке произвёл впечатление на партнёров своей мощью и силовой подготовкой, однако дальнейшие выступления Изибора показали, что у нигерийца были проблемы с техникой и результативностью. За «Динамо» Изибор выступал на протяжении 3 лет, играя за команду в чемпионате и Кубке страны, а также в Кубке УЕФА, проведя 62 матча и забив 8 голов. Особенно удачным был для Изибора розыгрыш Кубка России 1998/99, когда «Динамо» дошло до финала турнира, а сам Изибор стал лучшим бомбардиром команды на этом турнире с 3 голами.
В 2000 году Изибор перестал попадать в основной состав «Динамо» и решил уйти из клуба, хотя и главный тренер Валерий Газзаев, и президент команды Николай Толстых предлагали Изибору остаться. Лаки уехал в Южную Корею, перейдя в состав чемпиона страны «Сувон Самсунг Блювингс», за который выступал с 2000 по 2001 год, проведя 5 матчей (1 гол). В 2002 году перешёл в клуб «Цюрих», но не провёл за команду ни одного официального матча.

## После карьеры
После выступлений в Швейцарии Изибор вернулся в Нигерию. В апреле 2004 года нигериец Джеймс Обиора, игрок «Локомотива», сообщил, что Изибор заразился СПИДом, а затем якобы скончался 8 января 2006 года. Однако Патрик Овие, игрок «Динамо», сообщил, что Изибор здоров и играет за клубы Нигерии, а также занимается бизнесом. Факт заражения СПИДом также подтвердил бывший агент игрока Владимир Абрамов.

## Смерть
Изибор скончался 24 июня 2013 года в возрасте 36 лет в городке Мафолуку, где жил, уже завершив профессиональную карьеру. Причиной смерти стала непродолжительная болезнь, развивавшаяся на фоне ослабленного ВИЧ иммунитета. Похороны Лаки состоялись в городе Агбор.